# Herzogenweiher
Der Herzogenweiher ist ein Gewässer im Gebiet der baden-württembergischen Gemeinde Amtzell im Landkreis Ravensburg in Deutschland. Er wurde 1396 erstmals erwähnt und diente als Stauweiher für verschiedene Mühlen.

## Lage und Größe
Der See liegt rund 2,2 Kilometer südwestlich der Amtzeller Ortsmitte, innerhalb des Naturschutzgebiets Herzogenweiher (FFH-Gebiet) auf einer Höhe von 550 m ü. NHN und ist in Besitz des Landes Baden-Württemberg. Die Größe des Seebeckens beträgt 2,9 Hektar. Bei einer durchschnittlichen Tiefe von 90 Zentimetern (maximale Tiefe = 1,6 Meter) beträgt das Volumen 26.100 Kubikmeter. Das Einzugsgebiet des Herzogenweihers umfasst etwa 543 Hektar; davon sind 20 Prozent Wälder und 75 Prozent für die Landwirtschaft genutzte Flächen. Die Uferlänge beträgt ungefähr 780 Meter.
Der Hauptzulauf erfolgt aus dem begradigten Wiesenbach am Westufer des Weihers. Der Ablauf erfolgt über einen Graben, den Ebersberger Mahlweiher und die Schwarzach in die Schussen bzw. zusätzlich bei Hochwasser über einen Überlauf und die Haslach in die Argen.

## Ökologie
| Jahr                                   | 2006 |
| Gesamt PO4-Phosphor (µg/l)             | 110  |
| Chlorophyll a (µg/l)                   | 66   |
| Chlorophyll a-Spitze (µg/l)            | 250  |
| anorganischer gesamt-Stickstoff (mg/l) | 3,03 |
| Sichttiefe (m)                         | 1,1  |

Mit Hilfe des Aktionsprogramms zur Sanierung Oberschwäbischer Seen wurde die Planung und Durchführung von Extensivierungsmaßnahmen durchgesetzt.

## Naturschutzgebiet Herzogenweiher
Wesentlicher Schutzzweck des den Weiher umgebenden Naturschutzgebiets ist die Erhaltung des Gewässers und der sich anschließenden Riedgebiete und Feuchtwiesen als charakteristische, aber hochgradig gefährdete Elemente der oberschwäbischen Kulturlandschaft, als ökologisch wertvolles Rückzugsgebiet für seltene Pflanzen- und Tierarten und insbesondere als Rast- und Ruheplatz im Vogelzug. Der Schutzzweck umfasst darüber hinaus das Ziel, bereits eingetretene Schädigungen und Eingriffe der Vergangenheit rückgängig zu machen.